# Aerides lawrenceae
Espèce
Statut de conservation UICN

 EN A4acd; B1ab(ii,iii,v) : En danger
Aerides lawrenceae est une espèce de plantes à fleurs de la famille des Orchidaceae. C'est une orchidée épiphyte originaire des Philippines.

## Synonymes
Aerides sanderiana Rchb.f., 1884

Aerides lawrenceae var. amesiana  Sander ex Kraenzl., 1891

Aerides lawrenceae var. sandersiana (Rchb.f.) Sander ex Kraenzl., 1892

Aerides lawrenceae var. fortichii Ames & Quisumb., 1935

Aerides lawrenceae var. punctata Ames & Quisumb., 1935

Aerides lawrenceae f. fortichii (Ames & Quisumb.) M.Wolff & O.Gruss, 2007

## Distribution et habitat
On trouve l'espèce dans les forêts de Mindanao et de Cebu, jusqu'à 500 mètres d'altitude. Son habitat n'est pas protégé, l'espèce est considérée en danger de disparition du fait de la déforestation et de la cueillette des fleurs.

## Illustrations

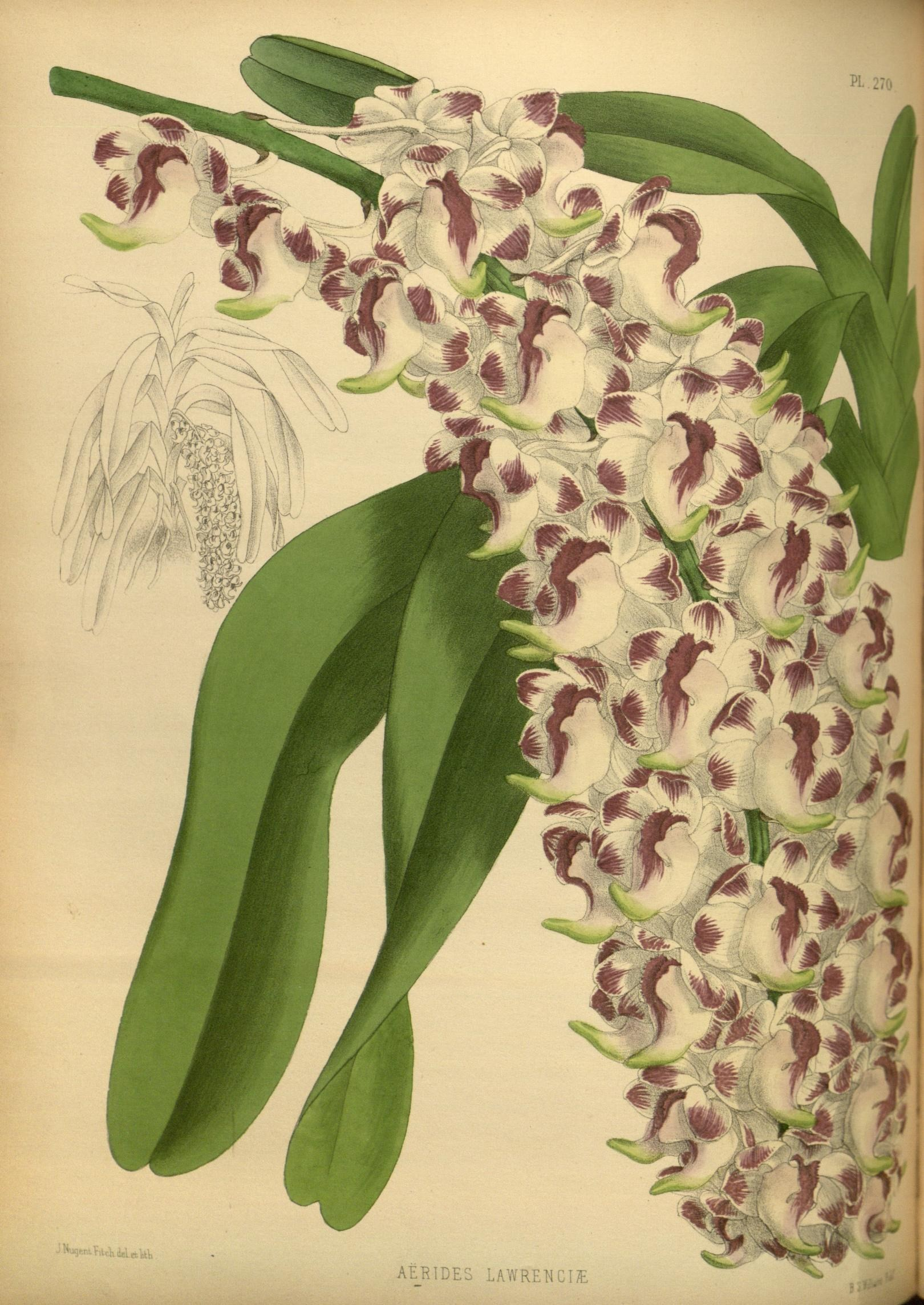
Aerides lawrenceae The Orchid Album 1887.
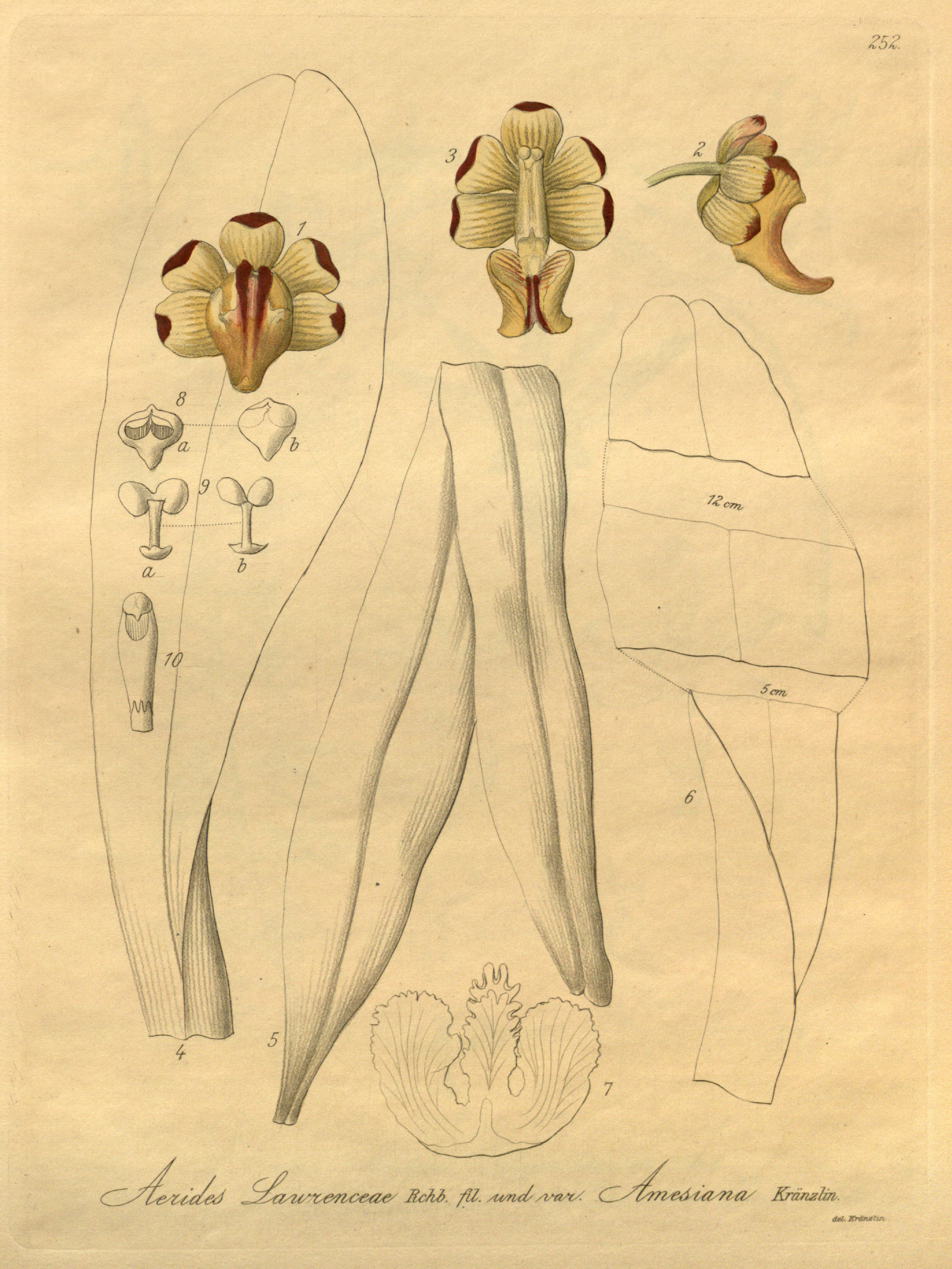
Aerides lawrenceae Heinrich Gustav Reichenbach 1892.